# جوهرة القصر (مسلسل)
جوهرة القصر أو داي جانغ غم (بالهانغل: 대장금، وبالهانجا: 大長今، وتعني: جانغ غم العظيمة) هو مسلسل تلفزيوني تاريخي من كوريا الجنوبية يحكي قصة الطبيبة جانغ غم للمخرج إي بيونغ هن. حقق المسلسل الذي جرى عرضه من 15 سبتمبر 2003 إلى 23 مارس 2004 على قناة MBC الكورية بتكلفة إنتاج بلغت 15 مليون دولار نجاحاً جماهيريا ونقديا كبيرا، حيث بلغ معدل المشاهدات المتوسط قرابة %46.3 بمعدل أعلى وصل %57.8، ما جعل المسلسل يحتل المرتبة العاشرة في قائمة أكثر المسلسلات الكورية مشاهدة ويحقق مكاسب قدرت ب103.4 مليون دولار بعد عرضه في 91 دولة أخرى الأمر الذي جعل المسلسل من ضمن المسلسلات الأكثر مساهمة في الموجة الكورية.

## قصة المسلسل
المسلسل من بطولة لي يونغ أي في الدور الرئيسي والذي يحكي قصة طباخة يتيمة أصبحت في نهاية المطاف أول طبيبة ملكية للملك. في ذلك الوقت لم يكن للنساء سوى تأثيرٍ ضعيف في المجتمع، ولكن جانغ غم الطباخة الصغيرة أرادت أن تتعلم الطبخ ثم الطب لتعالج الملك سونغ جونغ من أمراضه العديدة. المسلسل مبني على قصة جانغ غم الطبيبة الملكية الأولى في تاريخ مملكة جوسون. ركز المسلسل على الثقافة الكورية التقليدية بما فيها مطبخ البلاط الملكي الكوري والطب الكوري التقليدي.

## أبطال العمل

صور الشخصيات الرئيسية
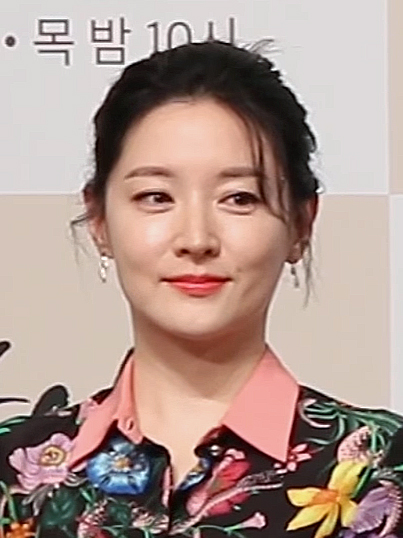
لي يونغ أي في دور جانغ غم العظيمة
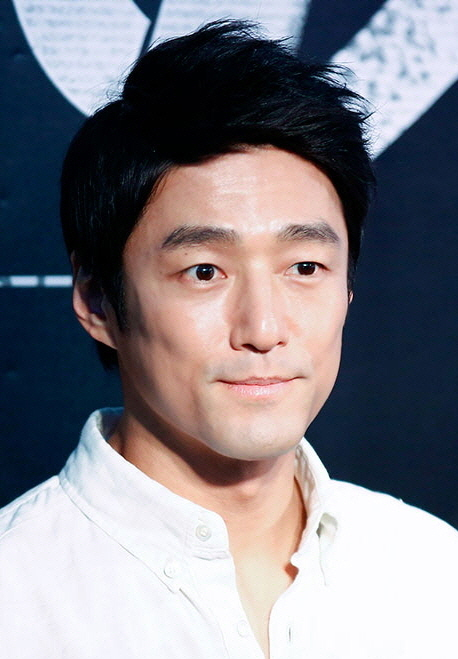
جي جن هي في دور الضابط الملكي مين جانغ هي

### الشخصيات الرئيسية
| الشخصية                    | الممثل        | مؤدي الدبلجة العربية | الدور                                                                          | معلومات هامة |
| -------------------------- | ------------- | -------------------- | ------------------------------------------------------------------------------ | --- |
| جانغ غم العظيمة            | لي يونغ أي    | إيمان هايل           | طباخة القصر وأول جراحة ملكية أنثى                                              | جانغ غم هي امرأة طيبة، ذكية، جميلة، متفتحة، تسمح لها طبيعتها الاجتماعية وحماستها اللامنتهية بأن تبرز من بين الحشود. منذ مقتل والديها خلال مذبحة سياسية، عانت جانغ غم الكثير من الصعوبات والعقبات والاضطهادات لا سيما في دهاليز مطبخ القصر الملكي، لكنها سرعان ما كانت تتغلب عليها بعزمها القوي ومثابرتها. ولكونها قوية الإرادة، سعت جانغ غم للوصول إلى هدفها وتحقيق وصية والدتها بالكشف عن جواسيس القصر وسبب مقتل والدتها بغض النظر عن العقبات التي تواجهها. من خلال مهاراتها في الطبخ أو مهاراتها الطبية الغير العادية، فضلاً عن أمانتها وأخلاقها العالية، لا تستخدم إلا معرفتها للشفاء، لتصبح أول طبيبة للملك، وتسمى ب("جانغ غوم العظيمة") لتصبح مسؤولة في المرتبة الثالثة، وهو أمر لم يسمح به قط في عهد مملكة جوسون. |
| مين جانغ هي                | جي جن هي      | لؤي مسلم             | الضابط الملكي حارس الملك وحبيب جانغ غم                                         | مين جانغ هي هو سونبي رجل وسيم، مثقف وذكي يعمل قاضيا في هانغ سونغ بو الوزارة التي تحكم شؤون العاصمة هانسونغ بالإضافة إلى إهتمامه بالبحث العلمي وفنون الدفاع عن النفس. يتعرض لمحاولة اغتيال فتنقذه جانغ غم عند إطلاق النار عليه غير مدركة لمقامه الرفيع. تمضي الأيام ويجتمعان مرة أخرى عندما تذهب إليه جانغ غم لإستعارة الكتب حيث يقعان في حب بعضهما بينما ينتقل إلى ناي جيوم وي (الحرس العسكري الملكي) مثل الضابط الكبير جونغ سا جوان. |
| الملك سونغ جونغ            | إم هو         | عاكف نجم             | الملك                                                                          | سونغ جونغ هو الملك الحادي عشر لسلالة جوسون رجل طيب ولطيف للغاية ولكنه شديد الحساسية وغير حاسم. بعد أن أجبرت زوجته الأولى على الانتحار من قبل وزراء الحكومة لأسباب سياسية، أغلق قلبه وأصبح ينعي بعمق وصمت على زوجته المحبوبة التي وقف عاجزا عن حمايتها إذ أنه يدرك باستمرار أنه مجرد دمية للوزراء المعينين، وأنه عاجز عن فعل أي شيء حيال ذلك. يتعرّف الملك على جانغ غم في خضم جهوده العدوانية للدفع نحو الإصلاح السياسي،. يصبح الملك مولعا بشخصيتها الدافئة والمواهبها الرائعة كما يجد فيها رفيقاً متفهماً له ولأول مرة ينجذب قلبه مرة أخرى. |
| غوم يونغ                   | هونغ ري نا    | وفاء عبد الله        | منافسة جانغ غم                                                                 | غوم يونغ هي فتاة طموحة ومتعجرفة، تبدأ حياتها في القصر كابنت للسيدة القوية ليدي تشوي، لتصبح منافسة جانغ غم الأبدية. على الرغم من أنها من عشيرة تشوي، فإنها تتطلع إلى أن تجد طريقها الخاص ولا تقبل أبداً طرق العشيرة في حل الأمور في المقابل تبقى غير قادرة على العثور على هويتها الخاصة. ذكاءها وموهبتها غالباً ما يضعانها وجهاً لوجه مع جانغ غم التي تعدها منافستها وترغب في أن تكون أفضل منها. في نهاية المطاف، يدفعها حبها لمين جانغ هي لقبول تأثير ليدي تشوي والإبقاء على طرق عشيرة تشوي الملتوية لبلوغ أهدافها. |
| هان بايك يونغ/السيدة هان   | يانغ مي غيونغ | حنان الشيخ           | الوصيفة الأولى للقصر الملكي ومساندة جانغ غم                                    | السيدة هان وصيفة القصر الملكي الأولى في سانغغونغ تعمل في المطبخ الملكي (سوراكغان) تعرف بموهبتها الحادة في فن الطهي وقدرتها على تحديد المكونات في طبق من خلال الحواس. أفضل صديق لوالدة جانغ غم، غالباً ما تنعي وتأسف لعدم قدرتها على إنقاذ صديقتها. تعد شخصية قوية وثابتة. يسمح حضور جانغ غم لها بالانفتاح رغم تعاملها الصارم لكنها تكون في مثابة أم لها. |
| تشوي سيونغ غوم/السيدة تشوي | غيون مي ري    | سعاد العوضي          | الوصيفة الثانية للقصر الملكي منافسة السيدة هان ومحرضة ضد جانغ غم وعدوة والدتها | السيدة تشوي شقيقة تشوي بان سول الصغرى وخالة غوم يونغ. ومن خلال التسلسل الهرمي لأسرتها وسلالتها، من المتوقع أن تكون خليفة لأعلى رتبة سانغانغ في مطبخ سوراكغان. تعلمت فن الطهي ورقة الطعام في سن مبكرة. متغطرسة وفخورة جدا بنفسها، تحب الحصول على ما تريد ولو بطرق ملتوية. متقاربة التفكير وسريعة التصرف، وهي دائما في طليعة من يتآمر ضد جانغ غم والوصيفة هان. |

### الشخصيات الثانوية

#### عائلةجانغ غم
| الشخصية          | الممثل         | مؤدي الدبلجة العربية | الدور                       | معلومات هامة |
| ---------------- | -------------- | -------------------- | --------------------------- | ------------ |
| سيو جانغ غم طفلة | جو جونغ أون    | علامة حذف            | سيو جانغ غم خلال فترة صباها |              |
| سيو تشون سو      | بارك تشان هوان | علامة حذف            | والد سيو جانغ غم الحقيقي    |              |
| ميونغ ماي        | كيم هاي سون    | علامة حذف            | والدة سيو جانغ غم الحقيقية  |              |
| كانغ دوك غو      | إم هيون شك     | داوود عفيشات         | والد سيو جانغ غم بالتبني    |              |
| ناجو دايك        | غم بو را       | سناء المفلح          | والدة سيو جانغ غم بالتبني   |              |

| الدور                             | اسم الممثل    | مؤدي الدبلجة باللغة العربية |
| --------------------------------- | ------------- | --------------------------- |
| الضابط بارك                       | إي هي دو      | ماهر خماش                   |
| الوزير أوه جيم هو                 | جو غيونغ هوان | محتسب عارف                  |
| الوصيقة الأولى للمطبخ الملكي جانغ | يو أون غي     | قمر الصفدي                  |
| السكرتيرة الملكية                 | باك جونغ سو   | ليندا عارف                  |
| الوصيفة بارك                      | كم هي سون     | هالة عودة                   |
| الطبيب الملكي                     |               | ماهر الآغا                  |
|                                   |               | هشام حمادة                  |
|                                   |               | ريم سعادة                   |
|                                   |               | نبيل نجم                    |
|                                   |               | غادة فرح                    |
|                                   |               | أسماء مصطفى                 |
|                                   |               | دينا الصفدي                 |
|                                   |               | سهير عودة                   |
|                                   |               | مصطفى أبو هنود              |
|                                   |               | أحمد العمري                 |
|                                   |               | حسن حجازي                   |
|                                   |               | رولا النجمي                 |
|                                   |               | مروان حمارنة                |
|                                   |               | مي حناوي                    |
|                                   |               | بشار نجم                    |
|                                   |               | خالد نجم                    |
|                                   |               | أحمد صوالحة                 |

## دبلجة المسلسل
- تمت دبلجة المسلسل من اللغة الكورية إلى اللغة العربية الفصحى بواسطة شركة شركة أسرار التميز للانتاج والتوزيع الفني الأردنية، بمشاركة نخبة من الممثلين السوريين والأردنيين فيما جرى التوزيع من خلال شركة الشرق الأوسط للانتاج والتوزيع الفني.

- حافظت النسخة العربية المدبلجة من المسلسل على أسماء الشخصيات والدول والمدن والأماكن الموجودة في الدراما لشهرتها كمزار سياحي وحفاظا على السياق التاريخي للدراما الكورية.

## الموسيقى التصويرية
- اللغة: لغة كورية
- تاريخ الإصدار: 4 سبتمبر 2003
- عدد الأغاني: 17

| رقم | عنوان الأغنية بالكورية            | عنوان الأغنية بالإنجليزية  | الفنان              |
| --- | --------------------------------- | -------------------------- | ------------------- |
| 1.  | 고원 (高原)                       | Go Won                     | كريغ إيستمان        |
| 2.  | 창룡(蒼龍)                        | Chang Ryong                | إريك ريغلر          |
| 3.  | 하망연(何茫然)                    | Hamangyeon                 | مع ألساندرو سافينا. |
| 4.  | (오나라 Ⅰ                         | Oh Na Ra I                 | 지현 (YUN           |
| 5.  | (오나라 Ⅱ                         | Oh Na Ra I                 | 지현 (YUN           |
| 6.  | 0815                              | 공팔일오/空八              | إريك ريغلر          |
| 7.  | 연밥                              | Yun Bap                    | إريك ريغلر          |
| 8.  | 덕구                              | Duk Goo                    | بارك جي تشون        |
| 9.  | (English)하망연(何茫然)           | Hamangyeon                 | مع ألساندرو سافينا  |
| 10. | 임세현                            | APNA                       | ليم سي هيون         |
| 11. | 다솜                              | Da Som                     | ليم سي هيون         |
| 12. | (Bi                               | 비(悲                      | 이시우              |
| 13. | 단가(短歌)                        | Dan Ga                     | االمغني 이시우      |
| 14. | 연도(烟濤)                        | Yun Do                     | االمغني 백보현      |
| 15. | The Legend Becomes History        | The Legend Becomes History | كيم سو هيون         |
| 16. | (자야오가(子夜吳歌) (Techno ver.) | (Ja Ya Oh Ga (Techno Ver   | 지현 (YUN           |
| 17. | 하망연(何茫然) (inst.)            | (Hamangyeon (Instrumental  | العازفة 유경화      |

## البث الدولي
بعد بثه الأولي في كوريا الجنوبية، تم توزيع داي جانغ غم في أكثر من 60 دولة حول العالم، تحت عناوين جوهرة القصر أو جانغ غم العظيمة.
| الدولة                   | قناة                         | تاريخ العرض           | عنوان المسلسل                                                     |
| ------------------------ | ---------------------------- | --------------------- | ----------------------------------------------------------------- |
| كوريا الجنوبية           | MBC                          | سبتمبر 2003           | 대장금 (Dae Jang Geum)                                            |
| منغوليا                  | UBS                          | مارس 2004             | Dae Jang Geum                                                     |
| أستراليا                 | TVB Jade                     | سبتمبر 2005           | The Great Jang-Geum                                               |
| بنغلاديش                 | BTV                          | 2012                  | Jewel in the Palace                                               |
| البوسنة والهرسك          | TVR1                         | يناير 2010            | Dragulj u Carskoj Palati (The Jewel in the Imperial Palace)       |
| بروناي                   | RTB2                         | أبريل 2007            | Jewel in the Palace                                               |
| باربادوس                 | CBC TV 8 ‏                    | يناير 2012            | Jewel in the Palace                                               |
| كمبوديا                  | TV5                          | يونيو 2005            | ជីវីតនាងចំាងគឹម (The Life of Jang Geum Lady)                            |
| كندا                     | Fairchild TV                 | يوليو 2005            | The Great Jang-Geum                                               |
| الصين                    | Hunan TV                     | سبتمبر 2005           | 大长今 (Great Jang Geum)                                          |
| كولومبيا                 | Canal Capital                | مارس 2010             | Una Joya en el Palacio (The Jewel in the Palace)                  |
| كوستاريكا                | Canal 13 ‏                    | أكتوبر 2009           | Una Joya en el Palacio (The Jewel in the Palace)                  |
| الإكوادور                | Ecuador TV                   | يونيو 2009            | Una Joya en el Palacio (The Jewel in the Palace)                  |
| مصر                      | الهيئة الوطنية للإعلام       | يونيو 2006            | جوهرة القصر (Jewel in the Palace)                                 |
| غانا                     | TV3                          | فبراير 2006           | Jewel in the Palace                                               |
| غانا                     | TV Africa                    | أكتوبر 2009           | Jewel in the Palace                                               |
| اليونان                  | TV 100                       | ديسمبر 2013           | Το Κόσμημα του Παλατιού                                           |
| غرينادا                  | GNN                          | يناير 2012            | Jewel in the Palace                                               |
| هونغ كونغ                | TVB                          | سبتمبر 2005           | 大長今 (Great Jang Geum)                                          |
| المجر                    | m1                           | أكتوبر 2008           | A palota ékköve (The Jewel in the Palace)                         |
| الهند                    | دي دي ناشيونال               | سبتمبر 2007           | घर का चिराग (The Lamp of the House)                                  |
| إندونيسيا                | Indosiar                     | ديسمبر 2005           | Dae Jang Geum                                                     |
| إيران                    | Channel 2 ‏                   | نوفمبر 2006           | جواهری در قصر (Jewel in the Palace)                               |
| إسرائيل                  | Viva                         | أكتوبر 2008           | היהלום שבכתר (The Diamond in the Crown)                           |
| اليابان                  | هيئة الإذاعة اليابانية       | أكتوبر 2005           | 宮廷女官チャングムの誓い (The Vow of Palace Court Lady Jang Geum) |
| الأردن                   | MEM                          | يونيو 2006            | جوهرة القصر (Jewel in the Palace)                                 |
| كينيا                    | NTV                          | أكتوبر 2009           | Jewel in the Palace                                               |
| ماليزيا                  | 8TV                          | ديسمبر 2005           | Jewel in the Palace                                               |
| المكسيك                  | Canal 34 ‏                    | أكتوبر 2009           | Una Joya en el Palacio (The Jewel in the Palace)                  |
| نيوزيلندا                | Triangle TV                  | أكتوبر 2009           | The Great Jang-Geum                                               |
| نيجيريا                  | AIT                          | أغسطس 2008            | Jewel in the Palace                                               |
| بيرو                     | TV Perú                      | نوفمبر 2008           | Una Joya en el Palacio (The Jewel in the Palace)                  |
| الفلبين                  | GMA                          | نوفمبر 2005 مايو 2014 | Jewel in the Palace                                               |
| الفلبين                  | TeleAsia                     | 2013                  | Jewel in the Palace                                               |
| بورتوريكو                | WIPR-TV                      | سبتمبر 2010           | Una Joya en el Palacio (The Jewel in the Palace)                  |
| جمهورية الصين (تايوان)   | GTV                          | مايو 2004             | 大長今 (Great Jang Geum)                                          |
| رومانيا                  | TVR1                         | أبريل 2009            | Giuvaierul Palatului (Jewel in the Palace)                        |
| روسيا                    | DTV                          | مارس 2007             | Жемчужина дворца (The Jewel in the Palace)                        |
| السعودية                 | القناة السعودية              | أكتوبر 2007           | جوهرة القصر (Jewel in the Palace)                                 |
| سنغافورة                 | VV Drama                     | يوليو 2005            | Jewel in the Palace                                               |
| سنغافورة                 | Mediacorp Channel U          | مارس 2006             | "大長今 Jewel in the Palace"                                      |
| إسبانيا                  | TVE                          | نوفمبر 2010           | Una Joya en el Palacio (The Jewel in the Palace)                  |
| سانت لوسيا               | GNN                          | يناير 2012            | Jewel in the Palace                                               |
| سانت فينسنت والغرينادين  | GNN                          | يناير 2012            | Jewel in the Palace                                               |
| سريلانكا                 | Rupavahini                   | أكتوبر 2012           | සුජාත දියණි (Sujatha Diyani)                                          |
| سريلانكا                 | Nethra TV                    | أغسطس 2013            | சுஜாத தியனி (Sujatha Diyani)                                          |
| تنزانيا                  | Independent Television (ITV) | أغسطس 2008            | Jewel in the Palace                                               |
| تايلاند                  | القناة 3                     | أكتوبر 2005           | แดจังกึม จอมนางแห่งวังหลวง (Great Jang Geum)                          |
| ترينيداد وتوباغو         | CCN TV6                      | يوليو 2011            | Jewel in the Palace                                               |
| تركيا                    | تي أر تي 1                   | يناير 2008            | Saraydaki Mücevher (Jewel in the Palace)                          |
| الإمارات العربية المتحدة | دبي وان (Dubai One)          | أكتوبر 2007           | جوهرة القصر (Jewel in the Palace)                                 |
| الولايات المتحدة         | AZN                          | يونيو 2005            | The Great Jang-Geum                                               |
| أوزبكستان                | Uzbekistan channel           | نوفمبر 2005           | Saroy Javohiri (Jewel in the Palace)                              |
| فيتنام                   | تلفزيون فيتنام               | سبتمبر 2005           | Nàng Dae Jang Geum (Miss Dae Jang Geum)                           |
| زامبيا                   | AIT                          | أغسطس 2008            | Jewel in the Palace                                               |
| زيمبابوي                 | AIT                          | أغسطس 2008            | Jewel in the Korean Palace                                        |
| أفغانستان                | قناة طلوع                    | أغسطس 2007            | جواهر در قصر (Jewel in the Palace)                                |
| الجزائر                  | EPTV                         | 2008                  | جوهرة القصر (Jewel of the Palace)                                 |
| الكاميرون                | CRTV                         |                       | (Jewel In The Palace)                                             |
| باكستان                  | PTV                          | يناير 2015            | (Nageen)                                                          |
| فرنسا                    | فرنسا 2                      | نوفمبر 2016           | (Jewel In The Palace)                                             |
| منغوليا                  | UBS                          | فبراير 2017           | (Dae Jang Geum)                                                   |
| مصر                      | ميكس وان (Mix One)           | 2023                  | جوهرة القصر (Jewel of the Palace)                                 |

## معلومات
1. ↑  موسيقى الافتتاح، خلال مشاهد ممارسة الطب والعودة إلى القصر

## وصلات خارجية
- جوهرة القصر على موقع IMDb (الإنجليزية)
- جوهرة القصر على موقع فيلمافينيتي (الإسبانية)
- جوهرة القصر على موقع ليتربوكسد (الإنجليزية)
- جوهرة القصر على موقع كينوبويسك (الروسية)
- جوهرة القصر على موقع قاعدة بيانات الفيلم (الإنجليزية)

- لمشاهدة الدراما (النسخة الاصلية مترجمة)